# Себу (острів)
Себу́ (англ. Cebu, себ. Sugbo) — острів у складі Філіппінського архіпелагу. Головний острів провінції Себу. Площа 4467,5 км2. Населення — 4 167 320 осіб. Адміністративний центр острова — місто Себу — друге за розміром місто Філіппін.

## Географія
Розташований в центрі Вісайських островів, на схід від острова Негрос; ще далі на схід знаходиться острів Лейте, а на південному сході — острів Бохол. З двох сторін Себу оточують протоки Себська (між островами Себу та Бохол) і Таньйонська (між островами Себу та Негрос). Острів Себу розташований між 9°25’ пн.ш. і 11°15’ пн.ш. та між 123°13’ сх.д. і 124°5’ сх.д., в центрі Філіппінського архіпелагу.
Себу — довгий вузький острів, що простягається на 225 км з півночі на південь, його оточують 167 невеликих острівців, у тому числі Мактан, Бантаян, Малапаскуа, Оланго і Комотські острови.

## Клімат
Клімат тропічний — жаркий та вологий, середньорічна температура +26,5 °C. З травня по жовтень на островах дме південно-західний мусон «хабакат», а в листопаді-квітні — сухі вітри «аміхан».

## Туризм
Острів Себу вважається елітним курортом. Тут знаходяться шикарні готелі, SPA-салони, одні з найкращих на Філіппінах ресторани.